# Marinula rhoadsi
Marinula rhoadsi is een slakkensoort uit de familie van de Ellobiidae. De wetenschappelijke naam van de soort is voor het eerst geldig gepubliceerd in 1910 door Pilsbry.